# Sincronía neuronal
La sincronía neuronal es la correlación de la actividad cerebral de dos o más personas a lo largo del tiempo. En las neurociencias sociales y afectivas, la sincronía neuronal se refiere específicamente al grado de similitud entre las fluctuaciones neuronales espacio-temporales de varias personas. Este fenómeno representa la convergencia y el acoplamiento de los sistemas neurocognitivos de diferentes personas y se cree que es el sustrato neuronal de muchas formas de dinámica interpersonal y experiencias compartidas. Algunas investigaciones también se refieren a la sincronía neuronal como sincronía entre cerebros, acoplamiento de cerebro a cerebro, correlación entre sujetos, conectividad entre cerebros o acoplamiento neuronal. En la literatura actual, la sincronía neuronal es notablemente distinta de la sincronía intracerebral (a veces también llamada sincronía neuronal), que denota el acoplamiento de actividad entre regiones del cerebro de un solo individuo.
Los enfoques de sincronía neuronal representan una importante contribución teórica y metodológica al campo. Desde su concepción, los estudios de la sincronía neuronal han ayudado a dilucidar los mecanismos subyacentes a los fenómenos sociales, incluida la comunicación, el procesamiento narrativo, la coordinación y la cooperación. Al enfatizar la dinámica social del cerebro, esta área de investigación ha desempeñado un papel fundamental a la hora de hacer que la neurociencia esté más en sintonía con las inclinaciones sociales de las personas, una perspectiva que a menudo se pierde en los enfoques a nivel individual para comprender el cerebro.

## Historia

### Motivación
Impulsado por el deseo de comprender la naturaleza social del cerebro humano, el estudio de la sincronía neuronal surge de la cognición social, un subcampo de la psicología que explora cómo entendemos e interactuamos con otras personas a través de procesos como la mentalización o la teoría de la mente.  Dado que se basa en la medición de la actividad cerebral, la sincronía neuronal también tiene sus raíces en la neurociencia cognitiva. 
A pesar del crecimiento de la cognición social y la neurociencia cognitiva antes de principios de la década de 2000, la investigación sobre el cerebro descuidó los procesos interpersonales y se centró principalmente en los mecanismos neuronales de las conductas de los individuos.  Además, la investigación en neurociencia que sí investigó cuestiones sociales solo investigó cómo los procesos sociales afectan la dinámica neuronal en un solo cerebro.  Teniendo en cuenta que los investigadores reconocieron claramente cómo la interacción interpersonal era fundamental para la cognición humana, la escasez de investigaciones en neurociencia social y multicerebro representó una tensión en el campo. En respuesta a la discrepancia entre la complejidad de la interacción social y el enfoque de la neurociencia cognitiva en un solo cerebro, los investigadores pidieron un enfoque multipersonal orientado a la interacción para comprender el cerebro.     

### Historia temprana
En 2002, el neurocientífico estadounidense P. Read Montague  articuló la necesidad de examinar la actividad neuronal de varios individuos al mismo tiempo. En este punto, Montague y sus colegas escribieron: "Estudiar las interacciones sociales escaneando el cerebro de una sola persona es análogo a estudiar las sinapsis mientras se observa la neurona presináptica o la neurona postsináptica, pero nunca ambas simultáneamente".  Realizaron el primer escáner cerebral de más de una persona mediante el uso de imágenes por resonancia magnética funcional (fMRI) hacer tomar grabaciones simultáneas de dos personas involucradas en un simple juego de engaño. Si bien este estudio marcó el primer ejemplo de neuroimagen multicerebral, en 2005, King-Casas y otros  combinaron la neuroimagen con un juego de intercambio económico para realizar el primer estudio que comparó directamente la actividad neuronal entre pares de sujetos.  Desde entonces, los estudios de imágenes multicerebrales han ganado popularidad, lo que ha llevado a la formación de marcos preliminares de sincronía neuronal. 
Las primeras conceptualizaciones de la sincronía neuronal, en su mayoría del Laboratorio Hasson de la Universidad de Princeton, fueron motivadas por modelos de acoplamiento estímulo-cerebro. En estos modelos, aspectos del entorno físico emiten señales mecánicas, químicas y electromagnéticas, que el cerebro recibe y traduce en impulsos eléctricos que guían nuestras acciones y nos permiten comprender el mundo.  Los investigadores supusieron que la sincronización de la actividad neuronal entre dos cerebros debería aprovechar el mismo sistema que vincula la actividad neuronal a los estímulos ambientales. Si el estímulo es otra persona, entonces el sistema perceptivo de un cerebro puede acoplarse con los comportamientos o emociones de la otra persona, provocando "activaciones indirectas"  que se manifiestan como respuestas neuronales sincronizadas entre el perceptor y el agente.  Según la teoría, este proceso también ocurre a través de interacciones sinérgicas más complejas, especialmente cuando las personas se comunican y transmiten significado. 

### Mayor desarrollo
Durante las últimas dos décadas, la sincronía neuronal se ha convertido en un tema de estudio cada vez más común en la investigación de la neurociencia social y afectiva, estimulando el desarrollo conceptual y metodológico. Junto con un énfasis en diseños experimentales naturalistas y ecológicamente válidos, el enfoque en los estudios de neurociencia multicerebro ha aumentado la capacidad de los investigadores para explorar la sincronía neuronal en contextos sociales. Como resultado, las conceptualizaciones de la sincronía neuronal se han ampliado para incorporar una gama más amplia de ideas, aunque a menudo se la ve como un correlato neuronal de las experiencias compartidas de dos o más personas. Los estudios ahora involucran una variedad de procesos sociales, con aplicaciones que abarcan desde la simple sincronización motora hasta el aprendizaje en el aula. 
Se han producido avances metodológicos notables gracias a la evolución de las técnicas de imágenes multicerebrales más allá de la resonancia magnética funcional, especialmente la magnetoencefalografía / electroencefalografía (MEG/EEG) y la espectroscopia funcional del infrarrojo cercano (fNIRS), métodos que permiten diseños experimentales más socialmente interactivos.   Estas tecnologías también se complementan con técnicas integrales de procesamiento de datos que son útiles en análisis multicerebrales,   como la causalidad de Granger  o el valor de bloqueo de fase (PLV). 
Como enfoque progresivamente paradigmático en la neurociencia social y afectiva, la sincronía neuronal sustenta la búsqueda en este campo de la base cerebral de la interacción social. 
Un estudio de 2022 realizado por la Universidad de Helsinki midió la sincronización cerebral entre los jugadores durante los videojuegos cooperativos en línea. 

## Métodos

### Hiperescaneo
El estudio de la sincronía neuronal se basa en métodos avanzados de neuroimagen, en particular la hiperexploración. Acuñado en 2002 por Montague et al.,  el hiperescaneo se refiere al método de medir simultáneamente las respuestas hemodinámicas o neuroeléctricas de dos o más cerebros mientras realizan la misma tarea o estímulo.    La capacidad de registrar la actividad temporal de múltiples cerebros hace que el hiperescaneo sea propicio para explorar la variación en la actividad entre cerebros. También permite a los experimentadores examinar diversos aspectos de los registros neuronales en escenarios naturalistas, desde el procesamiento de estímulos de bajo nivel hasta la cognición social de alto nivel.  Por estas razones, el hiperescaneo ha ayudado a fomentar una investigación sistemática de la dinámica interpersonal a nivel del cerebro.  
Aunque el hiperescaneo se ha convertido en la técnica de imágenes más común para estudiar la sincronía neuronal, los investigadores no necesariamente necesitan escanear los cerebros simultáneamente. A veces se denomina medición fuera de línea o "pseudohiperescaneo";  este enfoque alternativo sigue la misma premisa básica que el hiperescaneo, excepto que la actividad cerebral de los participantes se registra de uno en uno. Luego se analizan los datos de diferentes exploraciones de participantes aislados para comparar similitudes funcionales durante tareas o estímulos idénticos.  

### Técnicas de imagen
Los métodos de hiperescaneo y escaneo fuera de línea se pueden lograr mediante técnicas comunes de imágenes cerebrales hemodinámicas o neuroeléctricas no invasivas. Una revisión de los estudios de hiperexploración de sincronía neuronal mostró que los métodos más frecuentes son EEG, fNIRS y fMRI, que representan el 47%, el 35% y el 17% de los estudios, respectivamente.  Cada técnica ofrece contribuciones únicas a la comprensión de la sincronía neuronal dadas sus ventajas y limitaciones relativas. 
El EEG mide la actividad eléctrica del cerebro a través del cuero cabelludo. Se utiliza ampliamente para estudiar la sincronía neuronal debido a su resolución temporal superior en el rango de milisegundos.  Aunque susceptible a los movimientos de la cabeza, el EEG todavía permite explorar la sincronía neuronal a través de diseños naturalistas donde las personas pueden interactuar socialmente.  La desventaja del EEG es su resolución espacial relativamente pobre, lo que dificulta dilucidar las cualidades espaciales de la activación cerebral en contextos sociales. 
fNIRS utiliza ondas infrarrojas cercanas para medir la Imagen de contraste dependiente del nivel de oxígeno en la sangre (BOLD) en el cerebro. Es un método de imagen cada vez más popular para estudios de sincronía neuronal debido a su portabilidad y tolerancia al movimiento, lo que lo hace ideal para probar estímulos sociales del mundo real.  fNIRS solo mide las regiones corticales del cerebro y su resolución temporal no es tan fina como la del EEG. Sin embargo, el equilibrio entre las propiedades espaciales y temporales, combinado con la capacidad de los sujetos para moverse e interactuar con relativa libertad durante el escaneo, califican a fNIRS como una opción versátil para explorar la sincronía neuronal. 
La resonancia magnética funcional utiliza resonancia magnética para medir la respuesta BOLD del cerebro. La principal ventaja de este método es la resolución espacial precisa, que permite a los investigadores examinar en profundidad los procesos neurocognitivos que ocurren en el cerebro. Sin embargo, la resonancia magnética funcional tiene una resolución temporal baja, es muy sensible al movimiento y requiere que los sujetos se acuesten en una máquina de resonancia magnética ruidosa mientras interactúan con una pantalla. Estos factores plantean limitaciones para el estudio de la sincronía neuronal, que a menudo requiere entornos naturalistas y tareas que sean representativas de contextos sociales del mundo real.  

### Análisis
Un enfoque estándar para investigar la sincronía neuronal, especialmente con datos de diseños experimentales naturalistas, es la correlación entre sujetos (inter-subject correlation = ISC).   A menudo, ISC es la correlación de Pearson, o regresión robusta, de patrones espacio-temporales de actividad neuronal en múltiples sujetos. En ISC, las respuestas cerebrales de un individuo se correlacionan con el promedio de los otros sujetos en un análisis de dejar uno fuera, o todos los pares de sujetos se correlacionan en un análisis por pares.  Este método aprovecha estímulos bloqueados en el tiempo para comprender cómo la actividad cerebral de los participantes se relaciona con las diferentes partes de la tarea. En lugar de centrarse en la fuerza de la activación en áreas del cerebro, ISC explora la variabilidad en la actividad neuronal entre sujetos,  permitiendo a los investigadores probar el nivel de similitud o idiosincrasia en las respuestas cerebrales de las personas.  Se supone que la variación compartida en la actividad neuronal es indicativa de un procesamiento similar de estímulos o tareas idénticos. De manera similar al modelo lineal general, es importante comparar los valores de ISC con un valor nulo, que puede derivarse de registros de estados de reposo o estímulos irrelevantes. Debido a que depende de diseños extendidos que permiten el registro de la actividad a lo largo del tiempo, el ISC es especialmente propicio para los estudios de interacción social, lo que lo convierte en un enfoque poderoso para explorar la sincronía neuronal en contextos sociales. Sin embargo, el ISC depende de respuestas impulsadas por estímulos, lo que plantea dificultades para los investigadores interesados en la actividad en estado de reposo. 
Recientemente, el análisis de similitud representacional entre sujetos ( inter-subject representational similarity analysis = IS-RSA) se ha propuesto como una forma de detectar las diferencias individuales, o "idiosincronía", entre personas que experimentan estímulos experimentales naturalistas. Este análisis toma la sincronía neuronal de cada sujeto con los demás sujetos y la relaciona con medidas de comportamiento individuales conocidas, lo que permite a los investigadores comparar datos cerebrales a nivel de varias personas con rasgos y comportamientos a nivel individual.  

### Mejores prácticas
La sincronía neuronal es un área de estudio relativamente nueva que ofrece una variedad de enfoques y no existe ningún paradigma predominante para recopilar, analizar e interpretar los datos. Muchas decisiones, como las técnicas de obtención de imágenes o los métodos de análisis, dependen de los objetivos de los investigadores. Sin embargo, existen algunas mejores prácticas generalmente aceptadas al diseñar estos experimentos. Por ejemplo, se necesitan tamaños de muestra de aproximadamente 30 para adquirir mapas estadísticos ISC confiables y reproducibles.  Además, cuando estudian respuestas compartidas, los investigadores suelen preferir un estímulo fuerte que sea capaz de generar respuestas cerebrales significativas, lo que les permite detectar mayores niveles de sincronía neuronal entre los participantes. La excepción a esta preferencia es cuando los investigadores están más interesados en las diferencias individuales que impulsan la sincronía. En estos casos, los investigadores deberían emplear estímulos que sean lo suficientemente fuertes como para evocar una sincronía neuronal, pero lo suficientemente modestos como para mantener una variabilidad neuronal suficiente que los investigadores puedan relacionar más tarde con la variabilidad en las medidas de comportamiento.  
Una de las mayores consideraciones a la hora de realizar estudios de sincronía neuronal tiene que ver con la validez ecológica del diseño. Como fenómeno inherentemente social, la sincronía neuronal requiere estímulos multidimensionales que emulen la riqueza del mundo social.   Además, por la naturaleza de cómo se mide (mediante el cálculo de la variación en las respuestas de múltiples cerebros a una tarea a lo largo del tiempo), la sincronía neuronal es particularmente susceptible a estímulos sociales extendidos. Los diseños ecológicos son notablemente difíciles en la mayoría de los estudios de neuroimagen, pero son especialmente importantes para capturar procesos sociales y también aprovechan las fortalezas y posibilidades de los enfoques de sincronía neuronal. 

## Evidencia experimental e implicaciones.

### Comunicación
El examen de la sincronía neuronal a través de estudios multicerebrales ha ofrecido información sobre los aspectos compartidos e idiosincrásicos de la comunicación humana. Como mecanismo neuronal potencial para la transferencia efectiva de información entre cerebros, la sincronía neuronal ha demostrado cómo la actividad cerebral se acopla temporal y espacialmente cuando las personas se comunican. La sincronía durante la comunicación ocurre en varias frecuencias y regiones del cerebro, en particular las bandas alfa y gamma, la unión temporal parietal y las áreas frontales inferiores. 
En un estudio fundamental, Stephens et al.  demostró este vínculo entre cerebros a través de un análisis de resonancia magnética funcional de hablantes y oyentes. Utilizando las respuestas neuronales espaciales y temporales del hablante para modelar las respuestas del oyente durante la comunicación verbal natural, encontraron que la actividad cerebral se sincronizaba en díadas tanto de manera retardada como anticipada, pero esta sincronía no ocurría cuando los sujetos no se comunicaban (por ejemplo, hablando en un idioma que el oyente no comprende). Una mayor sincronía entre los cerebros, especialmente en las respuestas predictivas anticipadas, indicó mejores puntuaciones en las medidas de comprensión. A partir de este trabajo, otras investigaciones han tratado de identificar factores comunicativos asociados con la sincronía neuronal. Al manipular la modalidad de conversación y la instrucción, las investigaciones han descubierto que la sincronía neuronal es más fuerte durante las conversaciones cara a cara que incorporan conductas de turnos e interacción multisensorial verbal y no verbal.   La dinámica de la estructura de la red también juega un papel en la sincronía neuronal, de modo que las figuras centrales, como los líderes de conversación, tienden a mostrar una mayor sincronía neuronal que los no líderes con otros interlocutores. 
La sincronía neuronal también se encuentra en la comunicación no verbal, como los gestos con las manos y las expresiones faciales. Un estudio inicial encontró sincronización entre los participantes que jugaban un juego de charadas. Utilizando fMRI para registrar la actividad cerebral cuando las personas gesticulaban o observaban los gestos, los investigadores encontraron una variación temporal sincronizada en la actividad cerebral en las neuronas espejo y los sistemas de mentalización.  Otro estudio demostró que los comportamientos comunicativos como la mirada compartida y la expresión de afecto positivo generaban sincronía neuronal en las parejas románticas, aunque no en los extraños.  En conjunto, los estudios de sincronía neuronal en torno a la comunicación verbal, multisensorial y no verbal demuestran su potencial como herramienta para explorar los mecanismos subyacentes de la comunicación interpersonal. 

### Procesamiento narrativo
Otro foco de los estudios de sincronía neuronal implica el procesamiento narrativo. Esta dirección de investigación tiene cierto cruce con los estudios de sincronía neuronal de la comunicación, pero sigue habiendo suficiente interés en las similitudes y diferencias en cómo las personas procesan específicamente la información narrativa multimodal, como ver películas, escuchar historias o leer pasajes. Es importante destacar que los estudios de procesamiento narrativo de sincronía neuronal observan niveles jerárquicos de procesamiento que se desarrollan con el tiempo,   comenzando en áreas responsables del procesamiento de bajo nivel de estímulos auditivos o visuales. A medida que la información semántica se vuelve más destacada en la narrativa, el procesamiento sincronizado se traslada a redes más integradoras, como el lóbulo parietal inferior o la unión parietal temporal. 
Las investigaciones muestran que la sincronía neuronal es indicativa de la similitud en el recuerdo y la comprensión narrativa de las personas, incluso en el caso de narrativas ambiguas. Un estudio demostró este fenómeno utilizando el paradigma clásico de Heider y Simmel, donde formas simples se mueven alrededor de la pantalla de una manera que hace que las personas imbuyan a las formas de historias y significado social.  Los participantes que interpretaron el movimiento de las formas de manera similar mostraron una mayor sincronía neuronal en las regiones corticales del cerebro. Esta conexión entre sincronía neuronal y similitud en la comprensión ocurre de manera confiable en otros tipos de narrativas, incluida la escucha de historias y la visualización libre de contenido visual,    y persiste a lo largo de diferentes etapas de la narrativa, como consumir la historia, recordarla y escuchar a otra persona recordarla. En conjunto, estos hallazgos resaltan la sincronía neuronal como un mecanismo neuronal confiable para la convergencia del procesamiento narrativo jerárquico de las personas, lo que sugiere que la sincronía juega un papel fundamental en cómo, si y por qué vemos significado en el mundo de manera similar.  

### Coordinación
La búsqueda de objetivos complejos para individuos o grupos depende de una coordinación exitosa, y la sincronía neuronal también proporciona una ventana a los mecanismos subyacentes de estos procesos. Una revisión de la investigación sobre hiperescaneo muestra que los enfoques de sincronía neuronal han explorado la coordinación a través de una variedad de paradigmas, incluida la atención, los movimientos, las ideas y las tareas conjuntas.  Estos hallazgos también demuestran sincronización en una variedad de áreas del cerebro asociadas con compartir acciones y mentalizar, es decir, las áreas parietales inferior y temporal, así como la banda alfa y otras frecuencias. Además, la evidencia convergente sugiere que los modelos intercerebrales (es decir, sincronía neuronal) son más efectivos que los modelos intracerebrales para predecir el desempeño en tareas que requieren coordinación social. 
Comprender cómo la coordinación a través de la atención conjunta se relaciona con la sincronía neuronal y cómo esta relación impulsa el rendimiento es de particular interés para los investigadores. Las investigaciones muestran que incluso las interacciones sociales simples, como la convergencia de la atención, pueden inducir sincronía. Por ejemplo, en una tarea en la que un participante debe dirigir a otro participante a una ubicación objetivo únicamente mirando a los ojos, lo que requiere que ambos participantes eventualmente coordinen los movimientos oculares, los investigadores encontraron una sincronía neuronal significativa en las regiones de mentalización de pares que interactúan.  Otros estudios muestran una fuerte sincronía neuronal durante eventos coordinados simples como la imitación de movimientos de manos y dedos,   tarareos,  e incluso parpadear. 
Los estudios de coordinación también encuentran sincronía neuronal en coordinaciones sociales más complejas. Una serie de estudios ha demostrado la prevalencia de la sincronía neuronal en la producción musical mientras las personas coordinan ritmos y movimientos. Los primeros estudios demostraron que las parejas de guitarristas generan una mayor sincronía neuronal en las bandas de baja frecuencia cuando tocan juntos que cuando tocan solos.  Además, las personas que desempeñaban distintos roles en una pieza musical intrincada mostraron sincronía entre cerebros durante los períodos de coordinación.  Otra serie de estudios examinó a pilotos y copilotos en un simulador de vuelo y encontró que la sincronía era más fuerte cuando la situación exigía más coordinación social, como durante escenarios estresantes o despegues y aterrizajes.   Estos hallazgos implican que la sincronía neuronal es un correlato confiable de la coordinación social, incluso cuando las interacciones requieren coordinación de diversas formas y complejidades. 

### Cooperación
Medidos a través de tareas que involucran juegos y toma de decisiones interactivas, los resultados de campo sugieren una estrecha asociación entre sincronía neuronal y cooperación. Los contextos de toma de decisiones y los juegos que exigen mayores niveles de compromiso social, de alto nivel y dirigido a objetivos con otras personas suelen ser más propicios para la sincronía neuronal.  En este ámbito, los investigadores están particularmente interesados en cómo varían los niveles de sincronía neuronal dependiendo de si las personas colaboran, compiten o juegan solas.  
Por ejemplo, un estudio que empleó un videojuego de computadora encontró altos niveles de sincronía neuronal (y mejor rendimiento) entre los sujetos cuando jugaban en el mismo equipo, pero este efecto desaparecía cuando las personas jugaban entre sí o solas.  De manera similar, los investigadores que administraron una tarea de resolución de acertijos encontraron sincronía neuronal en las personas cuando trabajaban en equipo, pero la sincronía disminuyó para las mismas personas cuando trabajaron por separado o observaron a otros resolver el acertijo.  Otro estudio que utilizó un juego clásico del dilema del prisionero mostró que los participantes experimentaron una mayor sincronía neuronal entre sí en las condiciones de contexto de alta cooperación que en las condiciones de contexto de baja cooperación o cuando interactuaron con la computadora.  Las medidas subjetivas de cooperación percibida mediaron este efecto. Fundamentalmente, la idea de que la sincronía neuronal es sólida durante la cooperación, que las tareas cooperativas más interactivas y exigentes reclutan una mayor sincronía neuronal y que una mejor cooperación a menudo se vincula con un mejor desempeño se corrobora a lo largo de la literatura sobre sincronía neuronal.  

### Diferencias a nivel individual
Gran parte de la literatura sobre sincronía neuronal examina cómo los estímulos impulsan respuestas en múltiples cerebros. Debido a que estas respuestas a menudo dependen de la tarea, resulta difícil separar los factores a nivel estatal de los factores a nivel individual (por ejemplo, los rasgos). Sin embargo, los diseños experimentales creativos, el acceso a determinadas poblaciones y los avances en métodos de análisis, como IS-RSA, han ofrecido una idea reciente de cómo las diferencias a nivel individual afectan la sincronía neuronal. 
Utilizando una narrativa social ambigua, Finn et al.  informan que los individuos con paranoia de rasgo alto mostraron una sincronía neuronal más fuerte entre sí en regiones corticales socialmente motivadas que los sujetos con paranoia de rasgo bajo, un hallazgo que también se amplía al examinar las similitudes semánticas y sintácticas de su recuerdo narrativo.. De manera similar, las investigaciones muestran que los estilos cognitivos de las personas afectan su nivel de sincronía entre sí. En respuesta a ver una película, Bacha-Trams et al. demostró que los pensadores holísticos mostraban una mayor sincronía neuronal entre sí y presumiblemente entendían la película de manera más similar que los pensadores analíticos entre sí. Los dos grupos también exhibieron sincronía dentro del grupo en diferentes regiones del cerebro. 
La idea de que las diferencias a nivel individual afectan la sincronía neuronal se extiende también a las áreas clínicas. Algunas investigaciones indican que las personas que sufren de trastornos del espectro autista exhiben patrones distintos y disminuidos de sincronía neuronal en comparación con las personas sin trastorno del espectro autista.   También se ha demostrado que las discrepancias clínicamente impulsadas en la sincronía neuronal aumentan junto con la gravedad de los síntomas. 

### El enfoque del cerebro como predictor
La sincronía neuronal tiene implicaciones importantes para el enfoque del cerebro como predictor, que fomenta el uso de datos de neuroimagen para predecir resultados conductuales sólidos y ecológicamente válidos. El enfoque del cerebro como predictor ha sido eficaz para predecir resultados en una variedad de ámbitos, incluida la salud y las elecciones del consumidor. Dada su naturaleza social, la sincronía neuronal tiene el potencial de basarse en modelos del cerebro como predictor al permitir predicciones sobre procesos sociales del mundo real. Algunos investigadores han comenzado a emplear este enfoque. 
En un estudio, los miembros de una red social limitada vieron una batería de películas audiovisuales cortas en un escáner de resonancia magnética. Con la hipótesis de que la similitud en las respuestas neuronales se relaciona con la cercanía social, los investigadores utilizaron la fuerza de las medidas de sincronía neuronal entre los participantes para predecir de manera confiable la proximidad y la amistad en las redes sociales del mundo real. Otro ejemplo de cómo se puede aprovechar la sincronía neuronal para predecir resultados implica el uso de grupos de referencia neuronal, que pueden predecir comportamientos como posturas partidistas sobre temas controvertidos en niveles superiores al azar. Este enfoque requiere identificar grupos de personas que perciben y responden al mundo de manera similar, medir su actividad cerebral y actitudes disposicionales relacionadas con cualquier estímulo de interés, y luego usar un método de clasificación basado en la sincronía para predecir si los nuevos individuos ven el mundo de manera similar. o de forma diferente dependiendo de su sincronía con el grupo de referencia. En conjunto, estos hallazgos ilustran el poder y el potencial de la sincronía neuronal para contribuir a los modelos del cerebro como predictor y, en última instancia, enmarcar la sincronía neuronal como una herramienta para comprender los resultados del mundo real más allá de las medidas conductuales. 